# Ekateríni Inglézi
Ekateríni Inglézi (en grec moderne : Αικατερίνη Θεοδώρου Ιγγλέζη), née le 14 décembre 1967 à Ierissos en Grèce, est une femme politique grecque.

## Biographie
Aux élections législatives grecques de janvier 2015, elle est élue députée au Parlement grec sur la liste de la SYRIZA dans la circonscription de la Chalcidique.